# Elisabeth von Saldern
Elisabeth von Saldern (* 5. Juli 1878 in Lauban; † 30. August 1938 in Heiligengrabe) war von 1924 bis 1938 Äbtissin des evangelischen Damenstifts Kloster Stift zum Heiligengrabe in Brandenburg.

## Leben
Elisabeth von Saldern war die Tochter des Landrats Johannes von Saldern (1839–1907), der Königlich Preußischer Präsident und Landesdirektor der Fürstentümer Waldeck und Pyrmont in Arolsen war. Ihre Mutter Margarethe war eine gebürtige Gräfin von Hohenthal (1846–1934). Elisabeth von Saldern hatte drei ältere Geschwister. Sie besuchte die Schule in Droyßig und absolvierte dort ein Lehrerinnenseminar. Im April 1901 kam sie nach Heiligengrabe und unterrichtete dort bis Juli 1902. Anschließend ging sie nach Großbritannien, um ihre englischen Sprachkenntnisse zu vervollkommnen. 1904 wurde sie Erzieherin der preußischen Prinzessin Viktoria Luise, der Tochter des deutschen Kaisers und Königs von Preußen Wilhelm II. und seiner Frau Auguste Viktoria. In dieser Funktion wurde Elisabeth von Saldern 1906 zur Obergouvernante ernannt. Um die Zukunft der Erzieherin ihrer Tochter zu sichern, versorgte das Kaiserpaar sie 1906 mit einer Stelle als Minorin in Heiligengrabe. 1909 wurde Prinzessin Viktoria Luise konfirmiert; die Aufgabe Elisabeth von Salderns als Erzieherin der Prinzessin war damit erfüllt. Sie erhielt eine Rente und eine Stelle als Konventualin im Damenstift in Heiligengrabe, wohnte jedoch weiterhin in Potsdam und übernahm bis 1913 die Vertretung der Hofdame von Prinzessin Viktoria Luise. Wilhelm II. dankte 1918 nach Ende des Ersten Weltkriegs ab und ging nach Doorn (Niederlande) ins Exil, wo Elisabeth von Saldern ihn mehrfach aufsuchte.
1924 wurde Elisabeth von Saldern als Nachfolgerin von Adolphine von Rohr Äbtissin. Nach 1933 geriet das Damenstift unter der Leitung Elisabeth von Salderns zunehmend in Konflikt mit dem evangelischen Geistlichen der Pfarrei Techow, Karl Oestreich, der zugleich Schulleiter in Heiligengrabe war und seine Aufnahme in die NSDAP beantragt hatte sowie die Gründung einer Ortsgruppe des BDM in Heiligengrabe betrieb. Er wurde als Schulleiter Ende September 1934 abgelöst, doch hatte Ende August 1934 eine Inspektion des Lyzeums ergeben, dass zwar viele Schülerinnen Mitglied im BDM waren und fast alle Lehrerinnen dem Nationalsozialistischen Lehrerbund angehörten. Doch wurden die Äbtissin und drei Stiftsdamen, die an der Schule unterrichteten, als ungeeignet angesehen, den Unterricht im nationalsozialistischen Sinne wirklich mit innerer Überzeugung zu erteilen. Die Äbtissin müsse ebenso wie die drei Lehrerinnen abgelöst werden und das Verhältnis zwischen adeligen und nicht adeligen Schülerinnen müsse zugunsten der nicht adeligen geändert werden.
Elisabeth von Saldern bat die Mutter einer Schülerin um Hilfe. Sie schrieb an Winifred Wagner, die Schwiegertochter Richard Wagners. Deren Tochter Friedelind Wagner besuchte das Lyzeum. Winifred Wagner telegrafierte am 2. September an Wilhelm Kube, den Oberpräsidenten von Brandenburg: „Eine ehrgeizige Stiftsdame“ [gemeint war Annemarie von Auerswald] „und ein hundertprozentiger Pfarrer versuchen die Stiftsschule Heiligengrabe und deren Leiterin Äbtissin von Saldern als reaktionär und die Schule als Fremdkörper im heutigen Staat zu denunzieren. Eine Schule, in der meine Tochter das dritte Jahr erzogen wird, ist bestimmt keines von beiden.“ Hilfeersuchen richtete sie auch an August Wilhelm von Preußen und Johann Ludwig Graf Schwerin von Krosigk, den Reichsfinanzminister. Nach einem Gespräch der Äbtissin mit Bernhard Rust, dem Reichsminister für Erziehung, Wissenschaft und Volksbildung, entspannte sich die Lage. 1935 wurde Otto Schlißke, der Deutscher Christ und NSDAP-Mitglied war, neuer Schulleiter. Die Spannungen blieben bestehen, doch beantragte er 1936 seine Entlassung. 1937 wurde die Heiligengraber Lehrerin Margarete Grolmus Schulleiterin. Elisabeth von Saldern starb 1938; ihr folgte Armgard von Alvensleben als Äbtissin.